# Etruridelphis

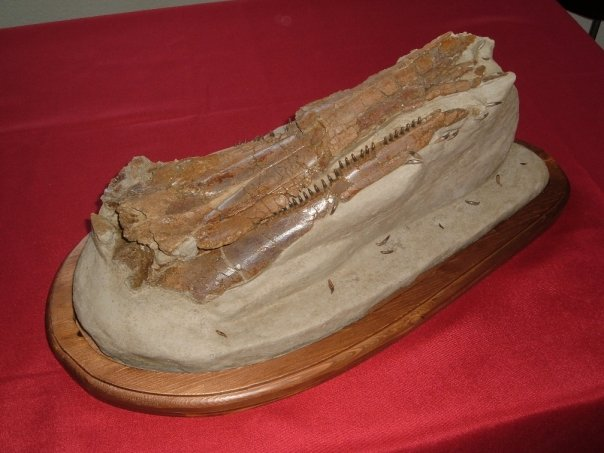
череп E. giulii

Etruridelphis — вимерлий рід дельфіновидих ссавців родини дельфінових.